# Knatensen
Knatensen ist eine Ortslage der Stadt Bückeburg im Landkreis Schaumburg in Niedersachsen.

## Geographie
Knatensen liegt am südsüdöstlichen Stadtrand von Bückeburg, direkt westlich des Harrls, einem bewaldeten westlichen Ausläufer des Bückebergs.
Etwa einen Kilometer südlich von Knatensen verläuft die Bundesstraße 83. Ein wenig südlich davon markiert der Bach Schermbeeke die Landesgrenze zu Nordrhein-Westfalen.

## Geschichte
Knatensen wird erstmals als Gnatenhuson in einer Urkunde etwa aus dem Jahr 1183 erwähnt.
Knatensen gehörte zum Kirchspiel „Bremen“ (später „Lütkenbremen“). Zu Kirche und Friedhof ging es in das gut zwei Kilometer südwestlich gelegene Kleinenbremen.
Bis zum Jahr 1877 bestand Knatensen aus zwei kleinen Bauernhöfen. Diese gehörten 1411 zur „curia“ im nahen Bückeburg. Knatensens Einwohner wurden im frühen 17. Jahrhundert als Kleinkötner bezeichnet. Um die Mitte des 18. Jahrhunderts waren sie Halbmeier.
Seit 1807 war Knatensen wie das zwei Kilometer südöstlich gelegene Selliendorf Teil der schaumburgischen Gemeinde Selliendorf-Knatensen. Im Jahr 1910 lag Selliendorf-Knatensen im damaligen Kreis Bückeburg und hatte 201 Einwohner.
Knatensen wurde zusammen mit dem Meierhof am Nordrand von Selliendorf zum 1. April 1939 nach Bückeburg eingegliedert, der südlich der Schermbeeke liegende Teil von Selliendorf kam zur Gemeinde Kleinenbremen, diese wurde 1973 ein Stadtteil von Porta Westfalica in Nordrhein-Westfalen.

## Sehenswürdigkeiten
- Die Liste der Baudenkmale in Bückeburg enthält ein  Wohn-/Wirtschaftsgebäude am Lindenweg in Knatensen sowie den Meierhof Selliendorf (Steinberger Straße 56).[5]
- Seit dem Jahr 1972[6]  wurde durch die Bürgervereinigung Knatenser Rott ein leerstehendes Bauerngehöft am Wiesenweg zum Dorfgemeinschatszentrum Sümenings Tenne ausgebaut.[7]